# Isla Dalkey
La isla Dalkey (en gaélico, Deilginis, que significa ‘isla espinosa’) es una isla deshabitada a unos 16 kilómetros al sur de Dublín (República de Irlanda), cerca del pueblo de Dalkey, 3 km al sur de la ensenada de Dún Laoghaire. Su nombre es una fusión del término irlandés deilg (‘espina’) y el antiguo nórdico øy (‘isla’).

## Contexto geográfico
Situada a 16 km al sur de Dublín, cerca del pueblo de Dalkey, tres kilómetros al sur del puerto de Dún Laoghaire, no se encuentra habitada, pero hay restos de casas, una iglesia y una torre martello.
Se encuentra a menos de 300 metros de la costa de la isla principal, con una extensión de nueve hectáreas. Desde el puerto de Bulloch es posible alquilar un barco para visitar la isla.
La isla Dalkey está a solo cinco minutos por barco desde el puerto de Coliemore, es un sitio importante de restos arqueológico antiguos e históricos. Los artefactos de la isla, ahora custodiados en el Museo Nacional de Irlanda en Dublín, son pruebas de habitantes desde el Mesolítico, o Edad de Piedra Media. Los colonos siguieron usando el sitio en la Edad del Hierro y el período paleocristiano.

## Población
Hay pruebas de haber sido habitada ya en el IV milenio a. C. y usada como base vikinga en la época histórica.

## Patrimonio arqueológico
Hay ruinas de una iglesia del siglo VII, llamada S. Begnet, que fue alterada en su lado este cuando los constructores la usaron como residencia militar mientras construían la cercana torre martello y la batería de armas en 1804. Una iglesia más antigua de madera estaba probablemente aquí antes de que la presente fuese construida.
Otra iglesia de piedra en ruinas fue construida en torno a los siglos IX o X y fue probablemente abandonada cuando los vikingos comenzaron a usar la isla como base del entonces concurrido puerto de Dublín. En la primera mitad del siglo XIX el Almirantazgo británico levantó la torre martello, una de las ocho dispersas a lo largo de la costa de Dun Laoghaire, como un dispositivo de defensa adelantado contra la posible amenaza de invasión francesa durante la era napoleónica.